# 東涌線
東涌線（とうちょうせん、トンツォンせん、トンチョンせん）は、香港中西区の香港駅から離島区の東涌駅を結ぶ香港鉄路有限公司（MTR）空港鉄道の各停系統である。ラインカラーは■橙。

## 概要
空港鉄道の普通列車の役割を果たし、急行に当たる機場快線では停車しない駅を補完する役割と香港・九龍両市街からランタオ島や新界南部のニュータウン地区を結ぶ通勤路線の役割を持つ。機場快線と九龍駅手前で分岐し各系統のホームに入り、青衣駅まで複々線区間が続く。都心部区間が終わり郊外区間では複線となる。支線の迪士尼線との乗換駅で機場快線列車の待避可能な欣澳駅を過ぎ、東涌駅の手前で機場快線と分岐する。分岐点の香港寄りには、新駅設置のための準備工事済みの施設がある。なお、新界南部からランタオ島へ渡るとき、全長2,200 mで道路と鉄道の併用である二層構造の吊り橋としては世界最長となる青馬大橋を通るが、側面を壁面で囲われているため眺望はほとんど無いに等しい。
空港連絡鉄道として建設されたため、概ね線形がよく、駅間も長いため、各駅停車ながら135 km/hの高速運転が可能である。
香港国際空港まで機場快線で直接行くよりも東涌で路線バスに乗り換えて行くほうが遥かに安価なこともあり、空港に必要のある人を含めて東涌まで乗り通す乗客も多い。鉄道で空港から香港ディズニーランドへ行くには、ディズニーランドリゾート線の乗換駅である欣澳駅を機場快線が通過するため、香港国際空港の公式サイトに記述しているように、欣澳駅より約10 km離れている青衣駅まで迂回し、本東涌線に乗る必要がある。そのため、ディズニーランドへの観光客は遠回りの鉄道を利用するよりバスを利用することが多い。
東涌線南昌駅では屯馬線に接続、新界中央部の中心部である元朗地区へ向かう。また、2005年には青衣駅と空港駅および東涌駅との間に香港ディズニーランド（香港迪士尼楽園）の最寄りとなる新駅、欣澳（英: Sunny Bay / 粤: Yan Ou）駅が開業、新設された香港ディズニーランドへ向かう迪士尼線（ディズニーランドリゾート線）と接続された。
現在、北港島線計画の一環として、香港駅から中西区の添馬まで延伸する計画がある。

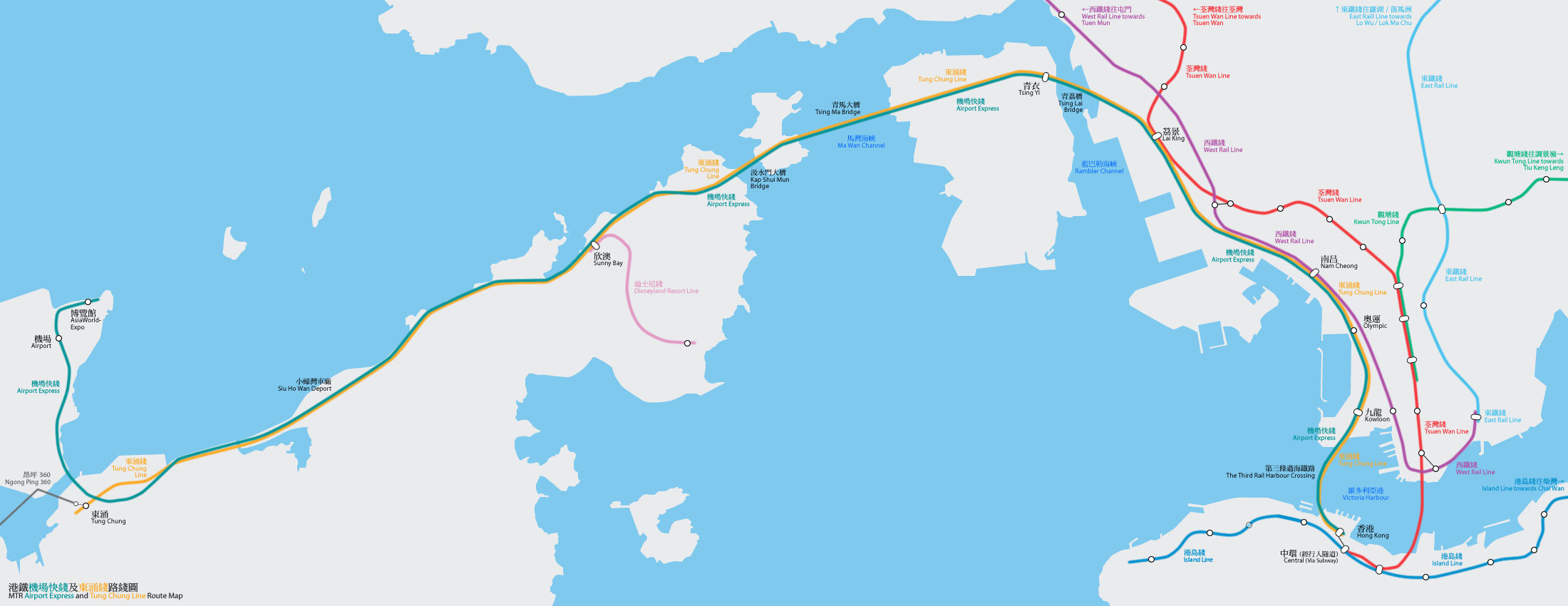
■橙色が東涌線

## 路線データ
- 複線区間：全線
- 複々線区間：九龍 - 青衣間、および小濠湾車両基地 - 東涌手前
- 電化区間：全線（直流 1,500 V 架線集電方式）
- 車両基地：小濠湾車両基地
- 地上区間：東涌東北 - 奥運間
- 走行方向：左側通行

## 沿革
- 1998年6月22日：東涌 - 香港間開通。
- 2003年12月16日：南昌駅開業。
- 2005年6月1日：欣澳駅開業。

## 使用車両
Adtranz社とCAF社の合作車、ADtranz-CAF電車12編成と、ロテム製のK-Stock電車4編成の2形式が使用されている。
Adtranz社とCAF社の合作車は開通当初7両編成で運転されていたが、2003年にすべて8両編成化された（ロテム製電車が誕生したのは2006年）。

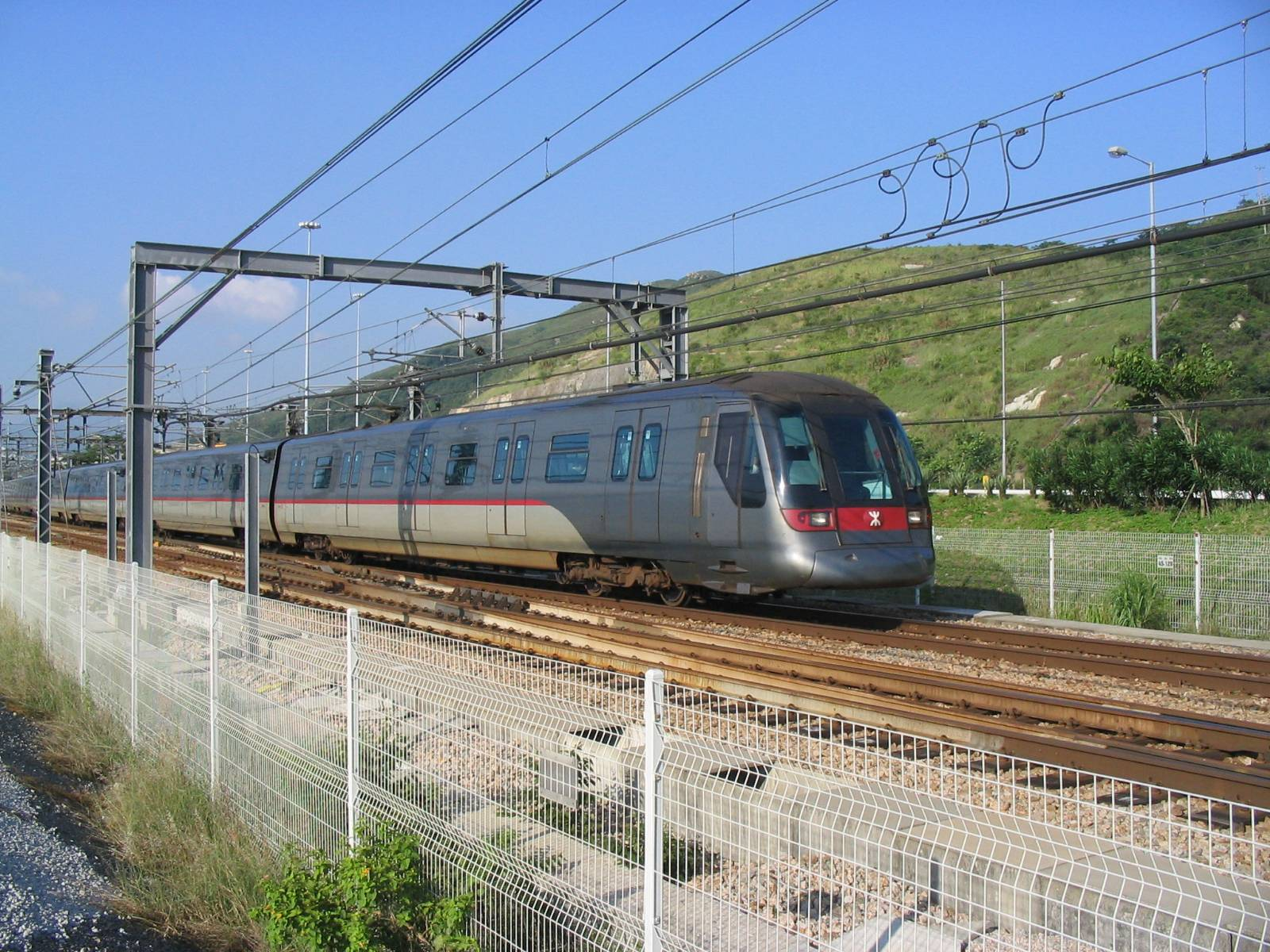
Adtranz、CAF共同制作電車
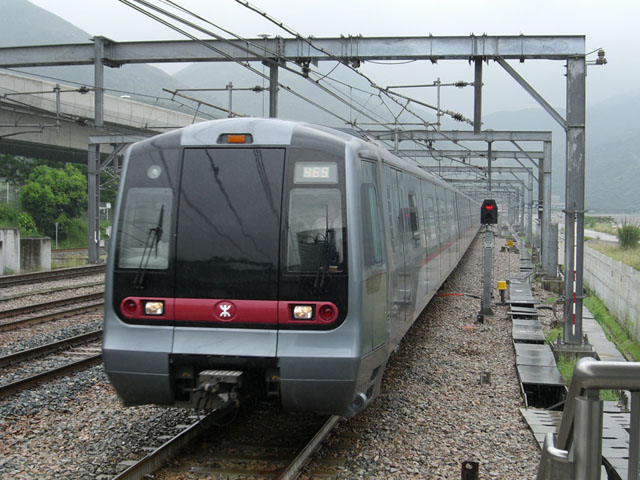
ロテム製電車

## 駅一覧
機快：機場快線停車駅 │：通過 ●：停車
| 駅名     | 駅名         | 駅名         | 駅名            | 開業年月日     | 機 快           | 駅間キロ (km) | 累計キロ (km) | 乗り換え                                                                                          | 所在地                                                         | 所在地   |
| 日本語   | 繁体字香港語 | 簡体字中国語 | 英語            | 開業年月日     | 機 快           | 駅間キロ (km) | 累計キロ (km) | 乗り換え                                                                                          | 所在地                                                         | 所在地   |
| 東涌西駅 | 東涌西站     | 东涌西站     | Tung Chung West | 2029年12月     | 香港 特別行政区 | 離島区        |               |                                                                                                   |                                                                |          |
| 東涌駅   | 東涌站       | 东涌站       | Tung Chung      | 1998年6月22日  | 香港 特別行政区 | -             | 0.0           | ■昂坪360                                                                                          | 離島区                                                         |          |
| 欣澳駅   | 欣澳站       | 欣澳站       | Sunny Bay       | 2005年6月1日   | 香港 特別行政区 | ｜            | 10.6          | 10.6                                                                                              | ■迪士尼線                                                      | 荃湾区   |
| 青衣駅   | 青衣站       | 青衣站       | Tsing Yi        | 1998年6月22日  | 香港 特別行政区 | ●             | 8.7           | 19.3                                                                                              | ■機場快線 （機場・博覧館へ利用のみ）                           | 葵青区   |
| 茘景駅   | 茘景站       | 茘景站       | Lai King        | 1982年5月10日  | 香港 特別行政区 | │             | 2.3           | 21.6                                                                                              | ■荃湾線                                                        | 葵青区   |
| 南昌駅   | 南昌站       | 南昌站       | Nam Cheong      | 2003年12月16日 | 香港 特別行政区 | │             | 3.9           | 25.5                                                                                              | ■屯馬線                                                        | 深水埗区 |
| 奥運駅   | 奧運站       | 奥运站       | Olympic         | 1998年6月22日  | 香港 特別行政区 | │             | 1.2           | 26.7                                                                                              |                                                                | 油尖旺区 |
| 九龍駅   | 九龍站       | 九龙站       | Kowloon         | 1998年6月22日  | 香港 特別行政区 | ●             | 1.6           | 28.3                                                                                              | ■機場快線 （機場・博覧館へ利用のみ） （香港西九龍駅）■高速鉄道 | 油尖旺区 |
| 香港駅   | 香港站       | 香港站       | Hong Kong       | 1998年6月22日  | ●               | 2.8           | 31.1          | ■機場快線 （機場・博覧館へ利用のみ） ■港島線、■荃湾線 （中環駅） （機場快線以外は改札内徒歩連絡） | 中西区                                                         |          |